# Sceloporus albiventris
Sceloporus albiventris (західна білочерева колюча ігуана) — вид ігуаноподібних ящірок родини фриносомових (Phrynosomatidae). Ендемік Мексики.

## Поширення і екологія
Західні білочереві колючі ігуани мешкають в прибережних районах на заході Мексики, від північного Халіско і Наярита до Сіналоа і Сонори та вглиб країни до Чіуауа і Дуранго. Вони живуть в різноманітних природних середовищах — в лісах, чагарникових заростях, на луках і поблизу людських поселень. Живляться комахами. Відкладають яйця.